# The Emptiness Machine
"The Emptiness Machine" é uma canção da banda norte-americana de rock Linkin Park. Foi lançada como o primeiro single do oitavo álbum de estúdio da banda, From Zero (2024), em 5 de setembro de 2024. É o primeiro single da banda a apresentar Emily Armstrong nos vocais e Colin Brittain na bateria, após a morte de Chester Bennington e a saída do baterista Rob Bourdon da banda.

## Lançamento
Em 24 de agosto de 2024, a banda lançou uma contagem regressiva de 100 horas, aumentando as especulações sobre os rumores recentes de uma possível volta da banda após um hiato que perdurava desde 2017 por conta da morte do ex-vocalista Chester Bennington. Após a expiração do cronômetro, a banda provocou os fãs enquanto o relógio começava a correr novamente, antes de falhar por alguns segundos em 09:05, levando à especulação de que poderia haver um anúncio em 5 de setembro, o que a banda confirmou mais tarde em suas contas das redes sociais.
Em 5 de setembro de 2024, em um evento para fãs realizado em Los Angeles, Califórnia, a banda se reuniu oficialmente e tocou "The Emptiness Machine" ao vivo pela primeira vez na Warner Bros. Television Studios, enquanto que simultaneamente lançava a canção como o single principal de seu recém-anunciado oitavo álbum de estúdio From Zero, que está previsto para ser lançado em 15 de novembro de 2024. Esta foi a primeira apresentação pública do Linkin Park com a nova vocalista Emily Armstrong, com o novo baterista Colin Brittain (que substituiu o baterista Rob Bourdon, que optou por não continuar no grupo) e com Alex Feder (que assumiu as funções de turnê do guitarrista Brad Delson).

## Composição
A Revolver descreveu "The Emptiness Machine" como "um hino de rock supercarregado na tradição consagrada do [Linkin Park]".

## Desempenho comercial
No Reino Unido, existia a probabilidade de "The Emptiness Machine" ser o primeiro single da banda a atingir o topo na UK Singles Chart, apesar de se encontrar atrás apenas de "Taste", da cantora americana Sabrina Carpenter, na atualização do meio da semana. No final da semana, a faixa não conseguiu dar à banda seu primeiro número um no Reino Unido, mas estreou na quarta posição, tornando-se a canção do Linkin Park com a maior classificação da história na principal parada musical deste território, superando "What I've Done", que alcançou a 6.ª posição em 2007. Simultaneamente, "The Emptiness Machine" estreou no topo da UK Singles Sales Chart e da UK Singles Downloads Chart, presenteando a banda com seu primeiro single número um no Reino Unido em vendas puras.
A faixa estreou no topo das paradas alemãs, tornando-se o primeiro single número um da banda neste país, e superando "Burn It Down" (que atingiu a segunda posição em 2012) como a faixa de maior classificação do grupo nesta parada.

## Desempenho nas tabelas musicais
| Tabela musical (2024)                         | Melhor posição |
| --------------------------------------------- | -------------- |
| África do Sul (Billboard)                     | 15             |
| Alemanha (Offizielle Deutsche Charts)         | 1              |
| América Central (Monitor Latino)              | 14             |
| Austrália (ARIA)                              | 27             |
| Áustria (Ö3 Austria Top 75)                   | 1              |
| Bélgica (Ultratop 50 da Valônia)              | 37             |
| Bélgica (Ultratop 50 de Flandres)             | 16             |
| Bolívia (Billboard)                           | 20             |
| Bolívia (Monitor Latino)                      | 7              |
| Brasil (Brasil Hot 100)                       | 5              |
| Canadá (Billboard Rock)                       | 1              |
| Canadá (Canadian Hot 100)                     | 12             |
| CEI (TopHit)                                  | 5              |
| Colômbia (Monitor Latino)                     | 16             |
| Coreia do Sul (BGM — Circle)                  | 131            |
| Coreia do Sul (Download — Circle)             | 95             |
| Costa Rica (Monitor Latino)                   | 17             |
| Croácia (Billboard — Croatia Songs)           | 10             |
| Dinamarca (Tracklisten)                       | 35             |
| El Salvador (Monitor Latino)                  | 9              |
| Equador (Monitor Latino)                      | 9              |
| Eslováquia (Billboard)                        | 1              |
| Eslováquia (Singles Digitál Top 100)          | 2              |
| Estados Unidos (Alternative Airplay)          | 1              |
| Estados Unidos (Billboard Hot 100)            | 21             |
| Estados Unidos (Hot Rock & Alternative Songs) | 3              |
| Estados Unidos (Mainstream Rock Airplay)      | 1              |
| Estados Unidos (Rock & Alternative Airplay)   | 1              |
| Estônia (TopHit)                              | 5              |
| Finlândia (Suomen virallinen lista)           | 11             |
| França (SNEP)                                 | 12             |
| Grécia (IFPI)                                 | 4              |
| Guatemala (Monitor Latino)                    | 14             |
| Honduras (Monitor Latino)                     | 13             |
| Hungria (Single Top 40)                       | 7              |
| Índia (IMI — Top 20 Singles )                 | 18             |
| Irlanda (IRMA)                                | 16             |
| Islândia (Tónlistinn)                         | 22             |
| Itália (EarOne — Rock Airplay)                | 5              |
| Itália (FIMI)                                 | 38             |
| Japão (Billboard — Download Songs)            | 42             |
| Japão (Billboard — Hot Overseas)              | 2              |
| Japão (Oricon — Digital Singles)              | 42             |
| Letônia (LAIPA)                               | 1              |
| Lituânia (AGATA)                              | 7              |
| Luxemburgo (Billboard)                        | 1              |
| Malásia (Billboard — Malaysia Songs)          | 13             |
| Morrocos (Hit Radio)                          | 13             |
| Mundo (Billboard Global 200)                  | 3              |
| Noruega (VG-lista)                            | 11             |
| Nova Zelândia (Recorded Music NZ)             | 18             |
| Países Baixos (Single Top 100)                | 15             |
| Países Baixos (Streaming — Dutch Top 40)      | 36             |
| Panamá (Monitor Latino)                       | 11             |
| Peru (Billboard)                              | 24             |
| Polônia (Polish Streaming Top 100)            | 10             |
| Portugal (AFP)                                | 1              |
| Reino Unido (OCC UK Rock and Metal)           | 1              |
| Reino Unido (UK Singles Chart)                | 4              |
| República Checa (Singles Digitál Top 100)     | 1              |
| Romênia (Billboard — Romania Songs)           | 12             |
| Singapura (RIAS)                              | 12             |
| Suécia (Sverigetopplistan)                    | 14             |
| Suíça (Schweizer Hitparade)                   | 1              |
| Taiwan (Billboard)                            | 24             |
| Ucrânia (TopHit)                              | 30             |
| Uruguai (Monitor Latino)                      | 11             |

## Certificações
| Alemanha (BVMI)                                                                   | Platina    | 600 000‡ |
| Austrália (ARIA)                                                                  | Platina    | 70 000‡  |
| Áustria (IFPI)                                                                    | 2× Platina | 60 000‡  |
| Bélgica (BEA)                                                                     | Ouro       | 20 000‡  |
| Canadá (Music Canada)                                                             | Platina    | 80 000‡  |
| Espanha (PROMUSICAE)                                                              | Ouro       | 30 000‡  |
| França (SNEP)                                                                     | Platina    | 200 000‡ |
| Itália (FIMI)                                                                     | Ouro       | 50 000‡  |
| Polônia (ZPAV)                                                                    | Ouro       | 25 000‡  |
| Portugal (AFP)                                                                    | 2× Platina | 20 000‡  |
| Reino Unido (BPI)                                                                 | Ouro       | 400 000‡ |
| Suíça (IFPI)                                                                      | Platina    | 30 000‡  |
| ‡ Número de vendas + streaming definido com base apenas no nível de certificação. |            |          |

## Créditos e pessoal
Créditos adaptados através do Tidal.
Linkin Park
- Emily Armstrong – vocais, composição
- Colin Brittain – bateria, composição, co-produção
- Brad Delson – guitarra, vocais de apoio, composição, co-produção
- Dave "Phoenix" Farrell – baixo, vocais de apoio, composição
- Joe Hahn – samples, programação, vocais de apoio, composição
- Mike Shinoda – teclado, vocais, guitarra, composição, produção, engenharia de áudio

Créditos adicionais
- Neal Avron – mixagem
- Emerson Mancini – masterização
- Ethan Mates – engenharia de áudio
- Scott Skrzynski – assistente de mixagem